# J. Christopher Wagner
J. Christopher Wagner (* 11. April 1923 in Pretoria; † 25. Mai 2000 in Weymouth, Dorset; vollständiger Name John Christopher Wagner) war ein südafrikanischer Mediziner, der für seine Forschungen über den Zusammenhang von Asbest und Krebs bekannt war.
Wagner war der Sohn eines Geologen (Direktor des South African Geological Survey), ging in Johannesburg und Natal zur Schule und studierte ab 1941 Medizin an der University of Natal und – nach Wehrdienst im Zweiten Weltkrieg in Nordafrika und Italien – an der Witwatersburg School of Medicine. Nach dem Abschluss 1951 absolvierte er eine Facharztausbildung als Pathologe am South African Institute of Medical Research und war ab 1954 in der Forschungsgruppe für Pneumokoniose in Johannesburg. Dort gelang ihm 1960 der Nachweis des Zusammenhangs zwischen bestimmten Karzinomen des Brustfells (Mesotheliome) und Asbest. Die besondere, seltene Krebsform trat gehäuft im Gebiet um Kuruman auf, wo blauer Asbest abgebaut wurde. Da zwischen Kontakt mit Asbest und der Krebsentstehung oft Jahrzehnte vergehen, war dies ein wichtiger Beweis für einen Zusammenhang.
Ab 1962 war er an der Pneumokoniose-Forschungsgruppe des Medical Research Council am Llandough Hospital in Wales, wo er bis zu seiner Pensionierung 1988 blieb. Er untersuchte dort unter anderem in Zusammenarbeit mit I. Baris das Auftreten von Mesotheliomen nach Kontakt mit Erionit-Mineralien in der Türkei, die ebenfalls die Struktur dünner Fasern haben.
Er war verheiratet und hatte einen Sohn und eine Tochter.
1985 erhielt er den Charles S. Mott Prize.

## Verweise
1. ↑  Biografie (Memento vom 26. Dezember 2013 im Internet Archive) (englisch), abgerufen am 30. Mai 2011
2. ↑  J. Christopher Wagner, Christopher A. Sleggs, Paul Marchand: Diffuse pleural mesothelioma and asbestos exposure in North-Western Cape Province. In: British Journal of Industrial Medicine. Band 17, 1960, S. 260–271.

| Personendaten    | Personendaten                                               |
| ---------------- | ----------------------------------------------------------- |
| NAME             | Wagner, J. Christopher                                      |
| ALTERNATIVNAMEN  | John Christopher Wagner (vollständiger Name); Wagner, Chris |
| KURZBESCHREIBUNG | südafrikanischer Mediziner                                  |
| GEBURTSDATUM     | 11. April 1923                                              |
| GEBURTSORT       | Pretoria                                                    |
| STERBEDATUM      | 25. Mai 2000                                                |
| STERBEORT        | Dorset                                                      |